# Schippach (Elsenfeld)

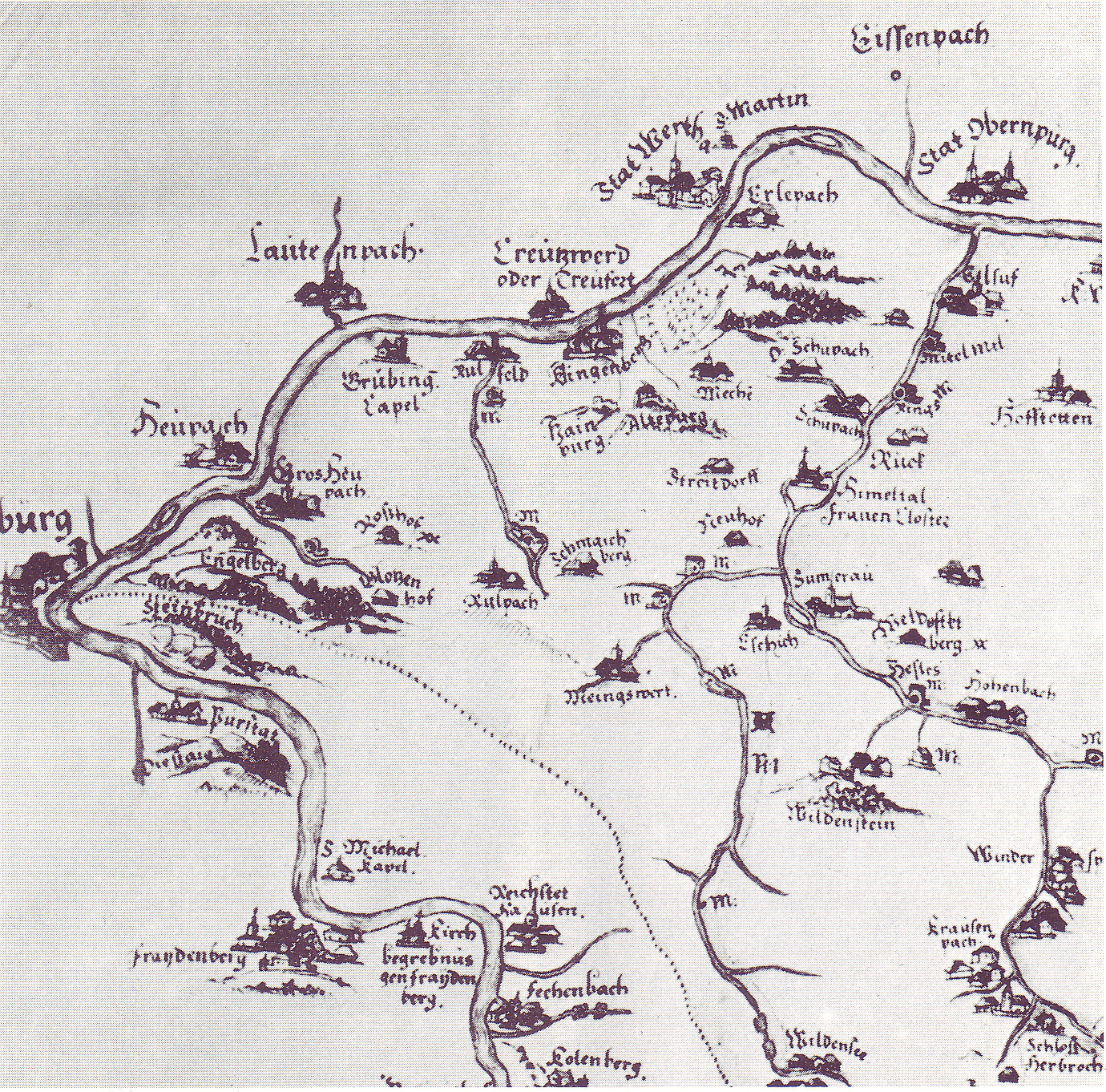
Schippach in der Karte des Spessart von Paul Pfinzing von 1594 (Norden ist rechts)

Schippach ist ein Gemeindeteil des Marktes Elsenfeld im unterfränkischen Landkreis Miltenberg in Bayern.

## Geographie
Das Pfarrdorf Schippach liegt am linken Ufer der Elsava auf 144 m ü. NHN. Durch den Ort führen die Kreisstraße MIL 32 von Rück nach Streit sowie der Fränkische Marienweg. Schippach ist mit Rück baulich zusammengewachsen und nur durch die Elsava getrennt. Die beiden Elsenfelder Ortsteile zusammen genommen werden von je her inoffiziell als Rück-Schippach bezeichnet. Durch Schippach fließt der linke Elsava-Zufluss Veilchenbach.
Auf der ehemaligen Bahnstrecke Obernburg-Elsenfeld–Heimbuchenthal verläuft ein Rad- und Wanderweg durch die Gemarkung Schippach.

### Nachbargemarkungen
Folgende Gemarkungen grenzen an das Ortsgebiet von Schippach:
|                                   | Rück                                        |  |
| Forstwald (gemeindefreies Gebiet) | Kompassrose, die auf Nachbargemeinden zeigt |  |
| Erlenbach am Main                 | Mechenhard und Streit                       |  |

## Geschichte
Bandkeramische (bronzezeitliche) Gräberfunde zeugen von einer mehr als 5000 Jahren zurückreichenden Besiedlung des Bereichs um Schippach. Durch Hügelgräber bei Eichelsbach lässt sich eine relativ dichte Besiedlung für die Zeit um 1600–700 v. Chr. belegen. Allerdings hat es in vorfränkischer Zeit wahrscheinlich keine kontinuierliche Besiedlung gegeben. Erst im 6. Jahrhundert begann hier die eigentliche geschichtliche Periode.
Urkundlich erwähnt wurde Schippach erstmals 1233, als die Grafen von Rieneck den Besitz des Klosters Himmelthal um Ländereien um Schippach erweiterten. Mitte des 13. Jahrhunderts wurde Schippach in das „Koppelfutter-Verzeichnis“ des Landesherrn, des Erzbischofs und Kurfürsten von Mainz eingetragen. Zum Ende des Alten Reiches gehörte Schippach zum Gebiet der Amtskellerei Prodzelten und Klingenberg des Kurmainzer Obererzstiftes. Schultheiß und Zöller war Anton Mott.
1803 lag Schippach im Fürstentum Aschaffenburg des Kurerzkanzlerischen Staates, ab 1806 des Primatialstaates Karl Theodor von Dalberg. Ab 1810 gehörte Schippach als Mairie zur Distriktsmairie Klingenberg der Unterpräfektur Klingenberg des Departements Aschaffenburg des Großherzogtums Frankfurt und zählte bei 26 Feuerstellen 122 Einwohner. Maire, Accisor und Landzöller war Anton Klug; sein Adjunct Alois Kern. 1814 ging Schippach mit der Unterpräfektur Klingenberg an die Krone Bayern über und gehörte ab 1. Oktober 1814 zum Verwaltungsgebiet des Landgerichts älterer Ordnung Klingenberg. Im Zuge der Verwaltungsreformen in Bayern entstand mit dem Gemeindeedikt von 1818 die ehemals selbständige Gemeinde Schippach. Durch den Zusammenschluss der Landgerichte älterer Ordnung Klingenberg und Obernburg wurde 1862 das Bezirksamt Obernburg gebildet, auf dessen Verwaltungsgebiet Schippach nun zusammen mit Rück lag.
Am 1. Januar 1939 wurde die reichseinheitliche Bezeichnung Landkreis eingeführt. So wurde aus dem Bezirksamt der Landkreis Obernburg am Main.
Am 1. Juli 1971 schloss sich die bis dahin selbständige Gemeinde Schippach mit den Gemeinden Rück und Eichelsbach freiwillig dem Markt Elsenfeld an. Am 1. Juli 1972 wurde der Landkreis Obernburg am Main im Zuge der Gebietsreform in Bayern aufgelöst. Der Markt Elsenfeld wurde dem Landkreis Miltenberg zugeschlagen.

## Bauwerke
1752 wurde die römisch-katholische Pfarrkirche St. Antonius von Padua als Saalkirche mit fluchtendem Dreiseitchor, Satteldach mit achtseitigem verschiefertem Dachreiter und Zwiebelhaube, verputztem Mauerwerk mit Werksteinkanten und -rahmungen errichtet.
1915 wurde, initiiert von einem von der Schippacher Seherin und Mystikerin Barbara Weigand gegründeten „Eucharistischen Liebesbund“, nach Weigands Angaben auf Verlangen von Jesus Christus mit dem Bau einer „Sakramentskirche“ begonnen, einem kolossalen Kuppelbau, der von einer goldenen Monstranz hätte bekrönt werden sollen. Dem Bauvorhaben wurde noch im Herbst 1915 wegen religiöser Bedenken die kirchliche Bewilligung entzogen. Im Frühjahr 1916 wurde der Bau polizeilich eingestellt. Aller bedrohlicher Prophezeiungen Weigands zum Trotz wurde der Bau auch aus finanziellen Gründen in den Jahrzehnten danach nicht weiter geführt. Auf dem Gelände liegen noch zahlreiche behauene Steinquader aus dieser Zeit.
Erst 1960 wurde über den begonnenen Fundamenten der Sakramentskirche nach Plänen des Würzburger Dombaumeisters Hans Schädel die römisch-katholische Pfarrkirche St. Pius in Form eines Rundbaues aus ineinandergreifenden Raumschalen mit indirekt belichtenden Glasfronten und Lichtbändern zum flach geneigtem Pultdach in Schalbeton mit Sandsteinverkleidung errichtet. 1962 wurde St. Pius ein oktogonaler Kapellenanbau in Betonskelettanbauweise mit bemalten Glasflächenfenstern sowie ein Konventsgebäude des Salvatorianerordens angefügt (gestreckter zweigeschossiger Flachdachbau mit sandsteinverkleidetem Erdgeschoss und verputztem vorkragendem Obergeschoss).

## Persönlichkeiten
- Barbara Weigand (* 10. Dezember 1845 in Schippach; † 20. März 1943 ebenda) war eine katholische Mystikerin und eine Seherin.
- Arnold Renz SDS, getauft auf den Namen Wilhelm Renz (* 14. Januar 1911 in Hiltensweiler bei Tettnang; † 17. Mai 1986 in Feldkirch), ab 1965 Superior des Salvatorianerklosters in Schippach, betreute zugleich die Gemeinde der St.-Pius-X.-Kirche und setzte sich für die Seligsprechung der Seherin Barbara Weigand ein. Er vollzog an der Klingenberger Studentin Anneliese Michel mehr als 60 Mal den großen Exorzismus.

## Kurioses
Der Ortsneckname für die Schippacher lautet Rahmensuckler.